# Историја хлеба
Историја хлеба у исхрани човека развијала се паралелно са историјом производње и употребе житарица. Хлеб је првобитно настао као директан производ од ручно прерађених житарица (која су се касније обрађивале разним механичким направам) и врло је могуће да је он био међу првим намирницама од житарица. Хлеб, уље и вино били су можда прва прерађена храна у људској историји.
Имајући у виду да људски систем за варења, за разлику од других сисара, не може правилно да свари житарице. То је разлог зашто се житарице пре уноса у организам вештачки обрађују (мељу, натапају итд.) Оног тренутка када је примитивни човек то схватио хлеб постају основна човекова храна, и главни извор угљених хидрата, који су допуњавани протеинима из меса.
Сматра се да је, исконски хлеб (направљен од древних врста јечма) можда је био једна од најранијих прерађених намирница у историји конзумирања хране, којој је према неким истраживачким радовима, пре припреме хлеба претходила припремана куваних житарица.
Током историје хлеб се правио од житарица доступних у одређеном подручју или од најотпорније модификоване варијанте. Тако су се, на пример, пшеница и друге житарице почеле да користе у Европи и делу Африке; употреба кукуруз је преовладава у Америци; пиринча, у Азији. Неки аутори сматрају да су у историји људске исхране житарице од почетка морале бити врло блиске људима, на шта указују зуби првих људи који имају типичан изглед за исхрану мешавином меса и биљне хране.
Током историјског развоја друштвени развој у појединим срединаме често се заснивао на хлебу, односно на на боји поједених врста хлеба и погача које су кроз историју успостављала и социјална разлика. На пример, ражени хлеб (тамније боје) припадао је фаворизованим људским класама, док су хлебови умешени од пшеничног брашна (беле боје) користиле елитније класе. Хлеб у многим културама схваћен је и као синоним за храну и састојак различитих верских и социјалних ритуала у већем делу света, а тренутно је данас економски елемент који утиче на економске индексе као што је индекс потрошачких цена, који се користе за одређивање и праћење трошкова живота у многим државама.
У древним цивилизацијама које су се одликовале градским насеобинма јавили су се први зачеци занатске производње хлеба, која је кроз историју намиривала потребе све већих  људских заједница. Има података да су у неким од њих (Египат, Рим), постојале јавне пекаре у којима се производио хлеб. И док се развој хлеба везује за Египат, развој пекара се везује за Римљане, иако су они начин производње хлеба преузели од Грка. Позната је и чињеница да су у средњовековној Европи, у Паризу, донети први правилници о усавршавању производње хлеба и пекарском занату.

## Праисторија
Хлеб прати исхрану човечанства од памтивека; донедавно се веровало да је почео да се користи 8000. године п. н. е. када се догодио прелаз са номадског начина живота (лов-сакупљање) на активнији (пољопривреда). Али студија објављена 2018. године показала је да се увођење житарица у људску исхрану појављује у примитивном људском бићу најмање 4000. година пре тога, или око 12000. година п. н. е. када се у југозападној Азији појавило огромно зрневље, које су номадска племена јела у сировом стању (поред онога што су могли да прикупе).
Вероватно је нека рана врста пшенице (нпр диплоидна сорте типа еинорн) била једна од првих човекових њива, око 8000. године п. н. е., када су људи сазнали да се семење може засадити и култивисати, да ће давати поуздане усеве, и да се породице могу хранити од тих усева. Био је то почетак пољопривреде. Са развојем пољопривреде традиционални номадски живот се развио у стални живот у насељима (јер да би гајио житарице као што су пшеница, јечам, пиринач, раж и зоб, човек је морао бити стално настањен на једном месту). 
Сасвим је могуће да су у тим почецима човекове пољопривреда, развила исхране у којој је провладавала примена мешавина житарица, грубо млевених каменом и донекле навлажених, у виду примитивне каше сличне данашњим мекињама. Када се та каша сасвим случајно нашла у близини извора топлоте насто је први хлеб: из течне маса примитивне каше од житарица, која се пекла на камењу које је било унапред загрејано, настала је чврста, јестива намирница, која је могло бити први, примитиван хлеб. 
Овај начин печења хлеба у виду тврдих пљоснатих векни и без квасца, може се и данас срести у многим земљама Азије и Африке. Брашно које се користи за његову припрему углавном може бити од јечма, проса, кукуруза и хељде и без глутена је. Овај исконски хлеб нека врста мешавина каше и сомуна који је могао дуже да се користи остаће у људској исхрани много векова, све до проналаска процеса ферментације теста.
Није познато са сигурношћу, али је могуће да је првобитно коришћен равни хлеб, због лакоће припреме; који у свом тесту не садрже квасац, а који су примитивни људи прво кували на отвореној ватри или на врућим површинама, а онда развлачили у равни хлеб. У неким крајевима света човек је прво дозвољавао да житарице никну, а затим је благо осушио зрно пре млевења. Ова рафиниранија метода справљања раног хлеба стигла је до Египта и можда је била облик најранијих ферментација у хлебу. Које не само да „подижу“ хлеб; већ хлебу даје и пријатнији укус.
Временом је човек усавршио обраду целог зрна житарица, које је за људе несварљиво, млевењем између два камена (или жрвња) и потом влажио како би на крају житарица постала сварљивија храна. Ово прво млевење је врло старо. Докази о овој активности често се налазе у археолошким ископавањима из праисторијског периода. Неки аутори сугеришу да су у историји људске исхране житарице од почетка морале бити врло блиске људима, на шта указује изглед зуба који је типичне за истовремену исхрану месом и биљном храном.
Прогресивна вештачка селекција врста у пољопривреди изнедрила је сорте које данас познајемо. Најстарије гајене врсте су  Hordeum hexastichum sanctum (врста јечма), као и), Hordeum hexastichum densum, Hordeum vulgare и Triticum vulgare antiquorum.
Пшенично брашно карактерише велика количина протеина названих глијадин и глутенин, који заједно чине неку врсту прилично отпорне мреже или мреже коју познајемо као глутен. Глутен је веома важан у печењу, јер служе као оквир који омогућава угљен-диоксиду који производе микроорганизми у хлебу да остане унутар теста, формирајући шупљине. Имајући ово у виду, квасни хлеб не може се правити од просеног, овсеног, јечменог или кукурузног брашна, због ниског садржаја глутена (знатно испод 12% колико садашња пшеница обично има) или скроба. Како је скроб битан за нарастање теста примена ферментације (нарастања теста) у припреми хлеба везује са за онај период када је чове почео да користи пшеницу или раж (једине житарице способне да реагује на квасне гљивице). Ферментација је вероватно друга прекретница у историји хлеба: јер захваљујући њој хлеб је постао лакши односно, мање густ, углавном због присуства гасова у тесту, што је хлебу дало много бољи укус и изглед.
Недигнути хлебови присутни у разним културама могу потицати из каменог доба, претежно из оних култура код којих се испоставило да је зрно житарица било основно у исхрани. Неке варијанте ове врсте примитивног хлеба преживеле су до данас и могу се наћи у разним деловима света, попут арапског лаваша, сомуна или пите који је карактеристичан за Балканско полуострво, индијског ротија и тортиље народа Латинске Америке. 
Неки аутори тврде да је хлеб први пут направљен у Централној Азији, и да је потом одатле могао стићи до Месопотамије и Египта захваљујући древним трговачким путевима, и творцима сумерско-акадске културе и државе Сумера, који су у Месопотамију дошли, по свој прилици, из источних планинских области. сродна са семитским племенима сиријско-месопотамске степе.
Верује се да се хлеб појавио у Сумерији, или јужној Месопотамији, око 6000. п. н. е, у периоду Џемдет Насра (односно праисторијском, или архајском добу). Тада се дешавао нагли развој сумерске цивилизације. Пре свега значајно су се развиле пољопривреда и занатство, што је довело до појаве трговине. Најстарије трговачке комуникације све тешње су повезивале средњу Месопотамију са северним Међуречјем, са Еламом западним Ираном и северном Сиријом, о чему сведоче наласци предмета из Џемдет-Насра културе у свим тим земљама. Појава трговине повлачи за собом развитак саобраћаја. У том периоду појављују се кола разних врста, као и ширење посебне врсте чамаца, са високим кљуном и уздигнутом крмом.
У тако развијеној области неко је захваљујући развијеној пољопривреди, почео да прави хлеб какав данас познајемо.
Сумери су успели да јасно поделе фазе гњечења теста и уз помоћ загревања и печења спремали прве хлебове. Развијено је и мешењр, које се састојало од пресавијања и ваљања теста како би се у њему олакшало стварање глутена и тиме обезбедило дуг период ферментације. Потом је тако припремљена маса за хлеб печена у пепелу на и ватри.
Сумери су у овом периоду највероватније пренели на Египћане знање како се прави хлеб (3000. године п. н. е. ), након чега су Египћани значајно радили на побољшавању процеса печења. Временом је хлеб тако постао неопходна храна за њихово друштво.
Из Египта хлеб се потом проширио по Медитерану захваљујући древним трговачким путевима између Азије и Европе. Претпоставља се да је главни пут ишао преко територије данашње Сирије. 

## Древни Египат
У Древном Египту услови за гајење жита на Нилу били су веома повољни. Периодичне поплаве (приближно средином јула) погодовале су гајењу пшенице врсте T. turgidum durum, која је расла на Блиском истоку, а касније се проширила читавим Медитераном у варијанти названој T. turgidum dicoccum. 
Највећи допринос у прављењу хлеба од 4.000 до 1.000 година п. н. е., се приписује Египћанима, на шта указују бројни сачувани археолошки докази откривени на простору Древног Египта. Они су, открили да уколико тесту, које су припремали мешањем брашна и воде, додају квасац, хлеб постаје мекши и поприма већу запремину. Претпоставља се да је да је ферментација хлеба у египатској култури, настала тако што су тесто које је остављено да стоји неко време, нападале споре из ваздуха и да су се оне у влажном окружењу размножавале, што би резултовало процесом ферментације. Постоји и претпоставка да је ферментација теста вршена пивским квасцем. Египћани су, да би добили храњљивији хлеб, тесто обогаћивали семењем различитих биљака, медом и воћем.
Данас можемо да сазнамо о прављењу хлеба у предегипатско и египатско време захваљујући обиљу хијероглифа и бронзаних фигурица из Асирије, у којима су приказане различите операције сакупљања и млевења жита.  Значај који су Египћани придавали сакупљању житарица може се јасно разликовати по подели године на три годишња доба у њиховом календару : ајет (поплава), перет (сетва) и шему(жетва).
Преданост Египћана хлебу довела је до тога да су их у класичној антици називали „хлебоједима“. Хлеб је сматран за више од обичне хране: наиме, плате и наднице сељака су се плаћале у више хлебова и пива (три хлеба и два бокала пива). Постоје извори из времена Рамзеса X које спомињу нереде међу радницима када им нису плаћали хлебом, већ било којом другом робом. Вреди напоменути да су се и нижи друштвени слојеви у Египту хранили готово искључиво хлебом.
Египћани су такође претходно стечено знање о печењу хлеба унапредили: за разлику од примитивних пећи Сумера, где се хлеб стављао у рупу са пепелом и жаром, Египћани први дижу конусне пећи, које су грађене ћерпичем (цигле од блата са Нила). По први пут имале су две одвојене шупљине: у доњој је ложена ватра за печење, а у горњој се вршило само печење теста, неретко и по више хлебова одједном. Коришћење фуруне учинило је коначне резултате печења предвидљивијим.
Да је хлеб у Египту постао уобичајена храна указује барељеф на гробу Рамзеса  III. На овим илустрацијама Рамзесове гробнице постоје јасни описи извршавања једноставних пекарских задатака. Видљиво је како се тесто месило рукама и ногама, уз посебно посвећивање пажње да порције хлеба буду што сличније.
Опис хлеба према хијероглифима у Гардинеровој листи знакова подсећа и на пећи и на облике хлеба: 
| X1 | X2 | X3 | X4 | X5 | X6 | X7 | X8 | N29 |

Сачувано је до данас много доказа да су од раних дана у Египту били познати ефекти квасца и начини његове примењивани у мешењу хлеба и прављењу пива. Квасци за печење откривени су у лонцу из древног преддинастичког периода (око 4000-3500 године п.н.е). Неки квасци су коришћени у производњи пива (један од ранијих је  нађен на налазишту Хијераконполис/Некхен), што је и потврђено хемијском анализе налаза пронађеним у посудама за ферментацију из тог периода. У Египту су пронађене и друге сличне посуде које потичу из времена амратске културе (око 3800-3500. године п.н.е). Квасци су такође пронађени у гробници у Теби, при чему они умногоме подсећају на данашњи квасац врсте Saccharomyces spp., Ова врста је названа Saccharomyces winlocki,, и датирана је у период око 11. династије (2135—2000. године п. н. е.). Трагови S. winlocki су пронађени и у амфорама у којима је чувано пиво у гробници краљице Меријет-Амун из 18. династије. Археолог Захи Хавас је током ископавања у близини Велике сфинге у Гизи пронашао остатке пекаре са пратећим инструментима. Захи је успео да утврди да пољопривредници из Горњег Египта и данас настављају да производе хлеб на врло сличан начин, као и то да је ова пекара могла да испоручи хлеб за готово двадесет хиљада радника.
Египћани ниже класе су јели хлеб од нерафинисаног брашна. И поред тога, потпуна обрада брашна била је јако ретка. Сматра се да је била честа контаминација брашна пустињским песком, који може да оштети зубну глеђ. Непрепознат песак у брашну изазивао је многе зубне болести све до 18. века.
Неки медицински папируси наводе да су лекари тога доба мерили здравље на основу нивоа апетита за хлебом: наиме, знало се да болесна особа обично нема апетита за хлебом. Египћани су хлеб често конзумирали са луком.
Облици хлеба који се могу видети у гробницама указују на велику разноликост. Неки од њих били су:  ваљкастог, штапићастог, коцкастог, пирамидалног и у облику животиња (птица и риба).
Један од доказа који потврђују да су Египћани знали за ферментисану храну је чињеница да се она појављује у Хамурабијевом законику, који изричито помиње хлеб и пиво као ферментисану храну од јечма.
Најчешћа врста хлеба била је хлеб од јечменог брашна, док су више класе користиле хлеб од пшеничног брашна. Коришћење јечма у ферментацији давало је хлебу карактеристичан укус. Египатски хлеб није значајно растао и поред коришћења квасца за дизање теста, због ниског садржаја протеина (глутена) у тесту направљеном од ове житарице.

## Античка Грчка
Као и многе друге намирнице, хлеб је у Европу стигао из Египта преко старих Грка. Стари Грци пренели су квасац из Египта, и рецепт за прављење и печење и производњу хлеб са две врсте киселог теста, једног од проса и шире, а другог од јечма и шире. Грчки морнари и трговци су донели из Египта не само рецептуру за припрему хлеба већ и брашно. Тако се временом производња хлеба проширила и по Европи. Познато је да су Грци уживали у разним облицима хлеба, а радо су му додавали уље и мед.
Пшеница се у Старој Грчкој гајила тек од 400. године п. н. е, мада су хлебови од јечма (Hordeum vulgare) постојали и пре доласка пшенице; највероватније због тога што је јечам у почетку био више заступљен. Пшеница је због великих потреба а мале производње увожена из Египта, са Сицилије или из других крајева да би се задовољила све већа потражња у Грчкој, као ондашњој европској метрополи. Како Грци и у каснијем периоду нису постигли велики напредак у пољопривреди, наметнула се потреба за отварања нових трговинских путева и увоз житарица, из других земљама.

Доласком Солона ( око 638. - 558. п . н. е.) на власт је довела до трансформације Грчке у пољопривредну демократију. Деметра, као између осталог и заштитница печења хлеба, била је изузетно поштована. О култу хлеба говори и то да се Деметри читала и посебна молитва управо посвећена хлебу. О њој постоји и легенда: 
Богиња Деметра имала је ћерку Персефону. Били су врло близу, али једног дана док се Персефона играла на ливади, Хад, који је био заљубљен у њу, отворио је тло и одвукао је са собом у подземље. Деметра је туговала, па се закључала у свом храму у Грчкој, шаљући глад на Земљу. То је проузроковало сиромаштво и хаос међу људима, а затим и боговима, па је Зевс, отац Персефоне, одлучио да интервенише. Склопио је споразум између Деметре и Хада, и одлучено је да ће Перзефона две трећине године провести са мајком, а трећину са Хадом. Тако Деметра, оплакујући зиму, даје Земљи неплодност док њена ћерка одлази у Хад, а када се врати, облачи природу у зеленило и цвеће.
Значај хлеба у грчкој култури примећује се по томе што су постојали жртвени ритуали звани псадисте, у којима су се боговима нудиле три основне намирнице: хлеб, уље и вино.
Писац из другог века Наукрат у својим делима помиње 72 различита начина прављења хлеба, што указује на вештине до којих је дошла хеленска култура у мешењу хлеба. Хвалећи хлеб Аристофан, Антифан и Платон спомињу пекара по имену Теанос, што указује на важан положај пекарске професије. Грчки песник Архистрат помиње у својој књизи Хедипатија ражани хлеб са Лезбоса са којима је, према легенди, сам Хермес храњен.
Грци су се држали идеје Египћана да се хлеб пече у зиданим фурунама, које су код Грка попримиле данашњи полукружна облик. У тим фурунађа Грци су припремали хлеб који су називали маза, који се правио од јечма. Остали хлебови попут артоса, могли су се служе само за одређене празнике. Већ у то доба маза је био хлеб више повезан са сиротињом. Као опште правило, маза је био хлеб који се правио и са другим састојцима (званим опсон). Од ових састојака најчешће је то била риба.
Прерада житарица у брашно била је у Грчкој ручни рад, који су углавном обављали робови или жене. По први пут се јављају посебни жрвњеви на којима се меље брашно
Други грчки хлеб који се појављује у класичној литератури био је кеибанитос, кога је поменуо Аристофан. Од осталих, забележени су:
- болетус, хлеб у или печурке (украшен црним семеном мака)
- стрептице, хлеб коцкастог облика сличан данашњим векнама;
- даратон, хлеб који се састојао од неферментисаног хлеба;
- алмогеаус, хлеб сличан погачо;
- фаиос, који се често јео;
- синкомиста, црни хлеб направљен од ражи;
- хондрит, направљен од пшенице и спелте;
- семидалите, направљен од белог пшеничног брашна.

Многи од ових хлебова су постали познати захваљујући грчком гурману Криспипосу из Тиана, који је написао расправу о хлебу. У једном од рецепата за хлеб он описује плакон као мешавину раженог брашна са сиром и медом; ово се сматра за први рецепт за торту који је забележен.
Остали познати Грчки хлебови били су: 
- мулои из Сиракузе, направљен од пшеничног брашна и семена сезама у облику женских гениталија, који је био жртвени дар Деметре и њене ћерке Персефоне током Тесмофоријског фестивала;
- кирибанес, који је имао облик Афродитиних груди,
- емпетас, који је у облику ципеле и био је испуњен топљеним сиром (плакос).

Хлеб који су производили Грци понекад је обогаћиван другим састојцима, попут орашастих плодова или меда, који су хлебу давали сладак укус. Овај хлеб је био претеча савремених торти и колача. У швајцарском музеју сачуван је један од најстаријих хлебова који потичу из овог доба и познат је под називом Корцелски колач, настао отприлике око 2800. године пре нове ере.

## Антички Рим
Упркос културним и трговачким везама између грчке и римске културе, може се рећи да Римљани нису показивали интересовање да масовније месе хлеб све до 8. или 7. века пре нове ере. Хлеб се тада месио по кућама, по узору на грчки хлеб маса.
У почетку је производња хлеба било у рукама робова, који су обављали послове млевења брашна и мешења хлеба. Око 2. века п. н. е., у Риму је постојало неколико пекара (званих пистори) грчког порекла.
Римљани су временом производњу хлеба довели до савршенства. То је утицало и на то да се управо су у Риму оснују први еснафи у оквиру којих су и пекари добили засебан занат. Пекарски цехови су били толико моћни и цењени да су уживали посебне повластице – били су једини занат који није био робовски већ су га обављали слободни грађани. Тако су у време Августа постојали еснафи белих, а касније и црних пекара. Тада је у Риму постојало 200 пекарских радњи. Знак еснафа била је пекарска значка са три класа жита. Имали су своја правила која су штитила интересе пекара али и потрошача.
Вековима је била забрањена употреба хлеба у жртвеним даровима у римској религији, због веровања да је ферментација ту храну „скрнавила“.
Марко Порције Катон Старији међу првима је препоручио припрему хлеб као неку врсту колача са сиром и тврдо куваним јајетом.
Грчки пекари имали су велики утицај у Галији јер су почели да ферментишу хлеб пивским квасцем (као што су то раније чинили Египћани). Ову масу за ферментацију они су звали ферментисана бетонска пена. Међу житарицама које су највише користили била је пшеница, јер су за зоб мислили да је погодна само за сточну храну, што је касније испољило значајан утицај на европску гастрономију до средњег века.
Плиније Старији наводи да је, у време оскудице, хиспано популације у неким срединама користила као замену за хлеб тесто спремљено са лешницима .
Око 30. године п. н. е, током владавине Августа, у Риму је већ било око 328 пекара. Сви су имали правни облик назван колегијум (формирајући својеврсно професионално удружење), У удружењу су владали драконски закони који нису дозвољавали угрожавање слободе у извршавању њихових пекарских задатака, како би сачували углед и своје знање. Неки пекари тог доба чак су имали и споменик, нпр. Marco Virgilio Eurysaces, коме је посвећена, данас позната, „Гробница пекара”.
Занимање пекар је било веома цењено током периода Римског царства, јер је било од значаја за снабдевање основном храном растућег становништва које је постепено престало бити рурално.
Са одређени степеном економског развоја у Римском царству се јавља све масовнија производњи хлеба (млинове покрећу коњи) а у пекарама запослени су само мушкарци.
Пекари су се понекад кандидовали за позиције политичке моћи у градовима; дакле ако би се за неку особу рекло да „прави добар хлеб”, ово је било еквивалентно особи која је била способна да представља људе у римском сенату. Пример је Пакије Прокул, који је припадао еснафу пекара, и истовремено обављао дужност градоначелник града Помпеје.
Потражња за хлебом на почетку миленијума у Римском царству била је толико велика да је пшеница морала да се увози из северне Африке и Хиспаније да би се задовољила унутрашња потражња. Освајање територија било је изнуђено потребом да се становништву царства обезбеди пшеница. Освајање Хиспаније започело је римским искрцавањем у Ампурији (218. године п. н. е.), а завршило се освајањем Пиринејског полуострва од Октавијана Августа (17. године п. н. е.).
У 1. веку песник Јувенал описује у свом Сатириксу (81.) обичај римских царева да поклањају жито и карте за циркуске игре (трке кочија и друге) као начин да се народ одврати од политике. На то се односи добро позната латинска фраза Јувенала: Panem et circenses .
Јулије Цезар је наредио да се пшеница бесплатно дели или да се врло јефтино продаје најсиромашнијима, за око две стотине хиљада корисника. Три века касније, Аурелијан  ће наставити овај обичај, делећи по две бесплатне векне дневно, за три стотине хиљада људи.
Римљани су дуго млели грубо брашно које су касније пречишћавали, све док нису постигли оно што су називали фарина (најквалитетнији хлеб назван panis candidus o mundus). Стандардна величина и облик римских хлебова познати су из трагова пронађених у Помпеји међу пепелом Везува. На њима се види да су хлебови били округли и да су имали облик цвет са осам латица.
Неке деноминације успеле су да достигну ново печења хлеба слићан садашњем времену, као што је то био случај са хлебом од финог брашна врло популарног међу патрицијама, који је сервиран са каменицама на банкетима, или хлеб који садржи сушено воћем и једе се потопљен у млеко заслађено медом.
Римљани су хлеб разликовали по својој функцији, и сврставали у више категорија. Једна од тик категорија била је војнички хлеб (panis militari), специјално мешен за легионаре и који је припремљен тако да дуго траје и буде у стању да задржи аутономију римских војника. За његово печење коришћене су искључиво војне пећи и пекаре. У многим случајевима у античком Риму дистрибуција хране одвијала се преко житарица које су војници сами обрађивали, тако да су избегавали да једу устајали или покварени хлеб. Уз ову храну додавана је со, сир и ароматично биље (у неким случајевима сланина). Римски војници млели су сопствено жито и пекли га у импровизованим пећницама у облику сомуна - претечама фуруне. У неким случајевима, војници, када су били на терену, правили би хлеб на брзину од теста које су кували кратко време на сагорелом жару (зван panis subcineraria).
Кроз историју Римско царство је доста учинило на побољшању млинова и млинарских процеса; па се и у данашње време пећ за директно грејање назива „римска пећ“. Упркос свему, млинови у римским градовима непрестано су радили на снабдевању брашном растуће потражње. Плиније Старији, у својој Природној историји, када говори о римских млинова, каже: ни у једној земљи не постоје млинови који су исти као Римски. Пример таквих млинова може се наћи у Барбегалу, у граду Фонтвиеиле (Француска), и сматра се једном од најсложенијих механичких конструкција у антици.
Упркос свим достигнућима, римска пекарска индистрија није превазишла иновације античке Грчке.
У време појаве хришћана, хлеб направљен од јечма сматрао се хлебом за исхрану робова и за верске жртве. Па су тако хришћани нешто касније користили хлеб у слављу Евхаристија. Пример употребе овог хлеба међу римским хришћанима пружа прича о светом Patroclo de Bourges-у, који је преживео своје муке захваљујући јечменом хлебу натопљеном у саламури. То је пример појаве понављајућег јела у средњовековној кухињи, а то је супа, хлеб у мрвицама на који се сипала чорба или врућа вода.
Црквени историчар Гргур Турски (6. век) у једној од својих књига описује како су неки млади сељаци припремали ражени хлеб за доручак уместо са водом са лошим вином.
Јованка Орлеанка је била позната по томе што је волела хлеб натопљен вином.
На банкетима средњег века, као и на римским банкетима, месо је сервирано на тањиру званом хеликоптер и служено на кришки хлеба. Јести у то доба бели хлеб у Европи се сматрало знаком престижа и ранга у високом друштву; црни хлеб (направљен од ражи) сматрао се супротно: храном сиромашних људи, што се у неким срединама задржало и до данашњих дана.
Код Визиготи су се после пада Римског царства појавиле у неким регионима разне врсте хлеба. Међу онима који су познатији, налазили су се:
- cibarius — сирово прављен хлеб који је служио искључиво као хране за слуге и робове;
- fermentacius — хлеб који је мешен са квасцем;
- azymus — исти хлеб као и fermentacius, али мешен без квасца (бесквасни хлеб);[29][30][31]
- acrozymus — благо ферментисани хлеб;
- siligineus — сличан белом хлебу;[32]
- rubidus — хлеб од двапут куваног теста;
- subcineritius — хлеб печен у пепелу;
- clibanicius — хлеб који је спреман у глиненим калупима;
- spongis — хлеб који садржи вишак воде у његовој маси

## Средњи век у Европи
Током средњег века може најпопуларнија житарица за мешење хлеба поново је раж, мада се хлеб углавном у бројним срединама сматрао храном за скромне људе. Када би залиха ражи у току једне године нестале коришћена су и друга зрна попут овса (па чак и махунарки). У средњем веку житарице нису имале крајњу сврху прављења хлеба, јер је производња пива такође трошила велике количине житарица. И поред бројних промена у употреби житарица у средњем веку народ је хлеб припремао од јефтинијих житарица попут зоби, ражи и јечма. Такав хлеб се тешко дизао и био је врло таман. Захваљујући вођама појединих народа који су, знајући да глад са собом носи побуну, увек давали све од себе да обезбеде довољну количину јефтиних житарица и да цена хлеба остане стабилна.
У овом историјском раздобљу израда квасног хлеба била је заборављена у неким деловима Европе, а са њом настала је и разлика између квасног и бесквасног хлеба. Упркос тој забрани, Нормани су 1191. поново увели употребу квасца. Док су други северно европски народи правили и даље бесквасне хлебове, као што су Викинзи, који су правили бесквасни хлеб који је и данас веома популаран у Скандинавији.
Прављење хлеба изван породичне заједнице временом је постало заједнички задатак у некој већој средини. У раном средњем веку пећи за печење хлеба имали су само манастири и властела, где је сиротиња, наравно уз накнаду, могла да испече свој хлеб. У таквим условима дошло је до селективног приступ изради хлеба, и токо су настали људи који су се специјализовали за млевење жита (млинар), израду теста и печење хлеба у комуналним пећима, које су биле под контролом господара места. 
Почев од 6. века све више се развијала нова професија пекара и млинара, која је оснивала своје еснафе у великим европским градовима, тако да није био необично да постоји и по неколико пекара у једном градском насељу. Ова традиција задржала се и до данас у многим већим градовима.
Ова посебна група занатлија у 13. веку били најцењенија међу занатлијама. Заједно са млинарима пекарима су производили различите врсте хлеба у зависности од историјских услова (ратови, пандемије, неродне године) и врсте брашна које су имали на располагању.
У зависности од извора покретачке енергије, млинари су за млевење жита користе се млинови у основи истих конструктивних решења, а различити што се тиче елемената покретачког механизма, нпр:
- воденице – млинови које покреће снага воде, које могу бити поточаре и лађарице, грађене на потоцима, или на рекама,
- ветрењаче – млинови које покреће снага ветра, које су први пут изграђене у енглеској 1191. године.
- суваче – млинови које покреће снага запрежне стоке.

Воденице су у свим земљама у средњем веку биле прека потреба становништва, и подмиривале су потребе у брашну, биле су веома цењене и често се спомињу у средњовековним споменицима. Свим направама заједнички је био основни принцип рада – жито се млело трењем два камена кола између којих се убацивало зрневље, а то је и основа конструкције архаичног ручног жрвња, који се у многим крајевима дуго задржао као помоћни, кућни млин.
Печење хлеба, од на воденици самлевеног брашна, у средњем веку је печен у зиданим пећима или како су их звали на Балкану у фурунама или фурнијама, или хлебним пећима (вурњајама). У овим пећима су осим редовног печења хлеба пекло и луксузно пециво: пите (лепиње), симит, пенњурлију (таве, печења и сл.), и то након вађења хлеба за продају из фуруне. Пре печења у пећима умешано тесто за све побројане производе одлагано је у посебне дрвене калупе – пинакоте да би стасало, надошло.
У почетку су то били објекти далеко од насељених подручја (углавном близу река), због опасности од пожара коју су представљали, делом и због чињенице да је средњовековна архитектура користила пуно дрвета. Пећ је финансијски одржавао човек или верска заједница и углавном је опслуживала неколико пекара у околини, тако да је пекар током свог рада морао да превози тесто за хлеб „напред-назад“ до свог објекта. То је приморало бројне пекаре да током средњег века постепено уграђују пећи на дрва (фуруне) у својим пекарама и у њима припремају само свој хлеб.
Различита припрема хлебног теста, као и врсте њихових производа, одређују разлике између фурунџија и пекара. Фурунџије су биле тзв. црни пекари који су месили и пекли хлеб од непросејаног (црног) брашна. Често су радили у саставу механа (крчми, гостионица). Пекари су били тзв. бели пекари и пекли су хлеб од белог (просејаног) брашна, али и луксузно пециво (переце, кифле, земичке). Као опште правило, издвојили су се у пекарама и посебне групе радника, једна посвећена искључиво печењу, друга функционалном одржавању пећи, трећа снабедању горивом, тако да је средњовековни пекар био изузет од свих ових послова. С друге стране, привилегије које су имали пекари учиниле је да шегрти провод велики број година на раду код пекара (приближно седам година), да би добили добили звање учитеља.
Иако је средњовековним градовима било забрањено радити ноћу, та забрана се није односила на пекаре, који су изузети од овог закона. Карло Велики брино је да број пекара остане сталан у градовима свог царства и схватајући значај епидемија, старао се о хигијени у овим објеката. Пекарски занат је био веома тежака, а радни дани дуги, пекари су увек били заузети неким послом, а у неким случајевима због елергије на брашно патили су од хроничних прехлада или астме, па су их у неким земљама као нпр. у Француској називали geindres (мрзовољни)).
Да би набавио хлеб, купац је претходно морао да испоручи брашно потребно за његову припрему. По правилу, ако је пекар имао пет килограма брашна, купцу је морао да обезбеди седам килограма хлеба након печења. Пекар је могао продати хлеб сиромашном купцу који није имао брашна ако му овај новцем плати брашно, а пекар би са следећом жетвом од ових купаца тражио износ са каматама. Од свих радника, пекар је био тај код кога су се највише задуживали људи из једне заједнице.
Колика је била важност хлеба у средњем веку огледа се у томе што је понекад на спољним зидовима цркава (око којих су се понекад налазиле популарне пијаце) могале пронаћи одређене ознаке којима су приказиване стандардне величине хлеба, како би спречило да пекари преваре своје купце.
Како је становништво у северној Европи непрестано расло, јавила се потреба за већим извоз житарица из балтичких земаља и то је довело до успостављања поморске трговинске мреже која је повезивала различито европске градове попут Лондона, Бостона, Брижа, Антверпена, неких градова на Медитерану, али посебно града Амстердам (званог до 16. века „житница Европе“). Још један од градова који је повезивао Исток са Западом Европе био је Хамбург. Сви ти тржни центри трговали су ражом и пшеницом. Међутим, у одређеним земљама попут Енглеске створене су одвојене комерцијалне лиге за ражени и пшенични хлеб, све док их 1569. године краљица Елизабета 1 није објединила у јединствену лигу, названу Ворсхипфул Цомпани оф Бакерс. Занимљиво је да је тајни поздрав у Гранде Јацкуерие био ле паин се леве („хлеб се диже“).
У једном периоду пшеница се гајила у Шпанији и може се рећи да је то била основна храна Хиспаноамериканаца тог периода. Као опште правило, у Шпанији је важило правило, да сваки грађанин који је месио хлеб за своје потребе, на њега ставља карактеристичан знак и тек тада је могао да га однесе на печење у неку од јавни пећи.
Пекарски еснафи постоје од 12. века и познато је да се један од првих налазио у Шпанији у Барселони, а и први закон који регулишу печење хлеба донет је такође у Шпанији у 14. веку.
Закон који је у 13. веку у Енглеској наметнуо Хенри III проглашен је са циљем регулисања цена хлеба и пива, и спречавања превара храном и избегавања глади која је периодично угрожавала његову владавину. Овај закон је први успостављен у Европи како би се регулисао промет хране и био је на снази између 1266. и 1671. године. Да би избегли оштре казне изречене пекарима, одлучено је да се она реализују кроз десетак у хлеба који је редовно дистрибуиран, и још један хлеб (укупно тринаест) као симбол добре воље, и тако се успоставља чувени израз: пекарска десетка. 38 Како су се градови развијали као урбана средишта, племићи су се бринули о успостављању прописа и закона који би спречили јачање моћи пекара, и каснију ескалацију цена и малверзација у промету хлеба.
У претколумбовској Америци међу житарицама које су се највише конзумирале био је кукуруз, који је био део разних намирница сличних хлебу: тортиље, тамале итд.
Кукуруз је у средњем веку већ био у одређеним миленијумским процесима пре доласка европских колонизатора, попут никстамализације (алкално кување). Кристифор Колумбо спомиње кукуруз по први пут на 5. новембра  1492. у свом дневнику. Остале житарице које су постојале у претколумбовско доба су кивича и икуинуа. По доласку шпанских колонизатора у јужноамеричке земље појавиле су се две нове житарице које су војници носили у свом пртљагу: пшеница и раж. Са одређеном сигурношћу је познато је да су колонизатори на почетну колонизације покушали да у новоосвојеним земљама засаде житарице донете са старог континента, као и инфраструктура (углавном млинови) за производњу брашна. Како су досељеници заборавили да са собом понесу велике количине житарица на нови континент, у почетку су морали да се хране кукурузом. Убрзо се међу староседиоцима проширила потрошња пшеничног и раженог хлеба, а с њим и трговина житарицама, због домаће потражње, у оквиру које су цене регулисали бројни монополи.
Кукуруз је кренуо на слично путовању са пшеницом и јечмом, али у обрнутом смеру: путовао је Европом и Азијом (углавном захваљујући португалским и кинским трговцима). Кукуруз се мешао са пшеничним брашном, и тако су настали различити традиционални хлебови, попут астуријске бороње, кукурузне каше у Италији зване палента, египатског aish merahrah, индијске makai no rotlo или српске проје.
Колонизација Северне Америке, такође довела до мешања хране између европских култура које се населили у новим земљама, као и култури домородаца који су ту живели. На југу Америке, најзаступљенија житарица је била кукуруз. Гастрономија домаћих Индијанаца је већ укључивала припрему одређеног тип хлеба веома честа међу племенима у југозападном делу Сједињених Америчких Државама, као што су Навакоси, који још увек припремају ову врсту хлеба. Европски насељеници који су отишли у Северну Америку увели су систем мерења јединица запремине која се данас одржава у америчким књигама рецепата пекара, а која се заснива на шољама  (шољама) и кашикама. У суживотом између првих досељеника и Индијанаца појавили су се људи којих се данас памте, међу Индијанцима који су помогли првим досељеницима да преживе у чудним земљама, међу њима је и Скуанто : који је подучавао прве досељенике Европљане да кувају кукуруз, лове, сакупљају храну итд. Како су године пролазиле, досељеници су мењали потражњу и ускоро ће пшеница почети да се сеје уз кукуруз дуж читаве Северне Америке.

## Од ренесансе до 19. века
Током ренесансе, италијански кувари били су познати у Европи по својој вештини мешења и печења хлеба и из тог разлога су их енглеске и француске племићке породице унајмљивале као приватне куваре у својим домовима. Они су нове производе хлеб често звали кекс (бисквит). Први бисквит уведен у Енглеској настао је по рецепту Гервасеа Маркхама 1615. године.
Са појавом кромпира у Европи почела је његова примена у исхрани, тако да су у неком тренутку људи почели да размишљају о овој новој храни као о замени за хлеб. Па су тако у једној школи у Француској експериментисали са новим начинима прављења хлеба, а међу новитетима је било и „брашно од кромпира“. Школа је након тога затворена
Сан Пермитијер је предложи да млинове треба сматрати „инструментом рата“ у власништву нације. Парментијер, је иначе био један од првих нутрициониста, који је ишао толико далеко да је тврдио да се: „здравље нације може мерити квалитетом брашна“.
У 18. веку пекарске пећи добијају нову технологију која их чини продуктивнијим, уз могућност контроле влажности током печења и омогућавање серијске производње. Ове пећи су се ефикасно чистиле између фаза печења а могле су да приме и веће величине хлеба.
Наполеон Бонапарта, током узастопних ратова које је водио за време своје владавине, обраћао је посебну пажњу на логистику својих трупа, знајући да је она на неки начин подједнако важна као и муниција, он је из тог разлога створио посебан корпус пекара (пекарских инжењераца). Ова мода је успостављена и међу непријатељским трупама, до те мере да су и у пруској војски почели да оснивају пекаре по угледу на друге војске. Француски војници јели су два пута дневно кувани хлеб који је имао способност да дуже траје: хлеб од бискота ( panis dipyrus). Недостатак хлеба, и оштра зима били су један од узрока катастрофалног неуспеха Наполеона током инвазије на Русију, па се Наполеон са гладном војском повукао из Москве.
Све већа употреба маслаца и шећера од 15. века у припреми пекарских теста, поред све веће употребе деликатеса који долази из колонија новог света попут чоколаде, постепено утиче на стварање разлика између традиционалне припреме хлеба и пецива, у којима се користи слатка теста не само од брашна. То је довело до тога да се у 16. веку у Француској по први пут у историји прави разлика између професионалних пекара и посластичара. 
Појављују се и нови облици хлеба као што је багет или француски хлеб, чији облик је одредио Наполеон, како би француски војници могли носити хлеб у својој униформи, иако многи аутори негирају ову причу и тврде да је изглед багет настао касније, указујући на двадесети век. Ово је био хлеб специфичних својстава, карактеристичан по односу између коре и средине самог производа. То је производ са великим учешћем коре у односу на укупну грамажу производа, који је обликован – дугуљасто кружног облика, малог пресека.
Још један хлеб који је изазвао спор међу неколико историчара је погача за коју се зна да има јеврејско порекло из Ашкеназија и да се први пут појавио у Пољској негде у 17. веку.
Према легенди, кроасан се појавио као посебан врста хлеба у турској опсади града Беча у 1683. године. Прича се да су Турци током целе ноћи копали тунеле да би дошли до центра града, али да су градски пекари који су радили те ноћи чули звук ископавања и успели да подигну аларм. Једном када су Турци поражени, пекари су направили тесто са полумесецом какав се појављује на застави Турске (амблем Османског царства) да прославе победу.  
Велики пожар који је захватио велики део града Лондон септембра 1666. започео је у пекари.
У Европи се појављују нови облици хлеба, од кромпира у који се уграђује у хлебно брашно, а хлеб од кромпира производи се у северној Европи.
Цена хлеба увек се пратила на овај или онај начин, од стране власти сваког региона. У 1594. француски пекари су били приморани да ставе свој печат и означе цену на свакој векни како би цена хлеба била под контролом. Ова уредба трајала је од 7. века до дубоко у 20. век. Због високе цене соли, познато је да су француски пекари штедели коришћење овог зачина. У том смислу помиње да су луксузни хлебови аристократије били често слани .  У време Француске револуције цена соли је спуштена са 14 на 1 су и то је утицало на чињеницу да се слани хлеб дистрибуирао широј јавности
У 18. веку појављују се и префињенији начини печења хлеба који доводе до појаве лиснатог и масног пецива, а штампају се и књиге рецепата које садрже рецепте за прављење хлеба, пацива и колача.
Упркос вишеструким верзијама о проналаску сенвича, а за које се у многим културама тврди да су властити производ, сендвич је ово име добио у част енглеског аристократе по имену John Montagu, IV conde de Sandwich, који је на крају дао име једној од од најпопуларнијих метода примене хлеба око 1765. године. Наиме легенда каже да је он много волео да једе хлеб на овај начин, јер је истовремено могао да једе и игра карте без прљања прстију. Тек 1840. године сендвич је постао део гастрономије Сједињених Америчких Држава, када је куварица Елизабет Лесли први пут описала рецепт за сендвиче у својој куварици. У то време хлеб је већ био саставни део за израду сосова.
У Италији се крајем 17. века у Напуљу први пут појавила нова храна у којој се користила стара варијанта равног хлеба названа фокача, на коју се наноси сос од парадајза (парадајз је нова храна у Европа) и то се на крају назвало пица. Тек 1830. године пица је почела да се продаје у објектима на отвореном, као и од стране уличних продаваца. Стара пицерија Порт'Алба је можда прва пицерија на света (актуелна и данас).
Године 1792, Џон Пирсон из Невбурипорта, у Масачусетцу, први је направио сомун у облику крекера, од брашна и воде и назвао га „пилот хлеб“. Крекер је доживо изузетан успех међу морнарима због његове велике трајности, па је назван бисквит (морски бисквит).
У 19. веку научни свет почиње да објашњава одређене појаве повезане са хлебом. Па тако нпр. Антон ван Левенкук први пут под микроскопом открива да су квасци хлеба и пива живи организми. Луј Пастер први пут објашњава појаве алкохолне ферментације затварајући расправу између оних који су тврдили да је то витални процес и оних који су га схватали као неоргански хемијски процес.
У 19 веку пекарска индустрија ће се све више мењати, пошто ће се, разумевањем механизама нарастања хлеба, ускоро појавити нови изуми који омогућавају да се хлеб произвоси и без потребе за употребу органског квасца.

## Индустријска револуција
У 18. веку због пораста становништва и све веће потребе за хлебом започела је потрага за новим начинима производње житарица, као примарне сировине и нових облика хлеба.
Куварица Амелија Симонс (Amelia Simmons) објавила је књига Америчко кулинарство, 1796. године, у којој је описала рецепате у којима се израду хлеба користи калијум карбонат (поташа), за изазивање алкална реакције у киселим тетстима, како би се произвео угљен диоксид за његово нарастање. Овај феномен у суштини је врло сличан оном који се добија применом квасца.  Тако је калијум карбонат постао претеча супстанце тзв. хемијског квасца, који ће се развити у периоду од 1830-тих до 1850-тих.  Откриће хемијски произеденог квасца довело је до новог начина израде теста и хлеба, и тако је настао популарни сода хлеб у Ирској (хлеб без квасца популаран међу многим народима), који је мешен на традиционалан начин у контејнерима који се зову бастибле . Коначну текстуру овај хлеб је добијао додавањем. Тако су се прва компонента задуженеза дизања теста
Кукурузни хлеб осмишљен је у Северној Америци крајем 19. века. Он је мешен од кукурузног брашна третираног хемијским квасцима.
Индустријска револуција донела је неколико побољшања у млиновима што је резултовало повећањем производње квалитетнијег брашна а потом и квалитетнијег хлеба. Чему је у Сједињеним Америчким Државама свакако доприно проналазач Оливер Еванс који је конструисао парне машине способне да у релативно кратком времену мељу велике количине жита.
И поред све веће производње брашна шпекуланти су у 18/19. веку почели да се фалсификује брашно применом избељивача, као што су глиница и пунила направљене од анималног коштаног праха. Овај злоупотребе утицале су на пда индустријализације и прелазак на домаћу производњу хлеба, посебно у урбаним срединама.
Упркос свој својој монденској раскоши, Беч је био и водећи европски град у производњи хлеба крајем 19. века. У њему су организовани бројни сајмови и манифестације па је тако нпр. на једној изложби организованој у Бечу 1873. године било могуће проверити напредак постигнут у пекарској области с краја 19. века. Велики напредак у пекарству Аустроугарске а касније и других земаља произашао је из технолошких побољшања која су увели мађарски млинари захваљујући напорима Иштвана Сечењија. Ов сазнања довела су и до тога да је гувернер Минесоте 1873. године унајмио мађарске млинаре за рад на његовом имању како би савладо нову бечку технологију.
Револуционарна открића у пекарству
Светска популациона револуција која је почела од 1800. године када је на земљи живело скоро милијарду становника, резултовала је 1850-тих популацијом од 1,3 милијарде. Становништво је непрестано расло све док почетком 21. века када је достигло цифру од скоро шест милијарди. Овај континуирани раст становништва приморавао је све земље света да континуирано побољшање производњу одређене хране, а међу њом је био и хлеб, све траженији у западном свету. Из тог разлога настала је индустријске револуција у пољопривреди, млинарству и пекарству:
1. почело се са применомвештачких  ђубрива у узгоју житарица,
2. у лабораторијама су укршатане бројне сорте житарица, и откриване нове продуктивније врста житарица,
3. конструисањем парних машина, створена је могућност да се савременија механизација укључи у процесе млевења житарица, печење и транспорт хлеба,
4. новоконструисаним машинама осавремењена је сетва и вршидба житарица  (вршалице, комбајни, трактори итд)
5. проналазач Араго у Француској је први демонстрира аутоматску мешалицу за тесто 1850. године, која је смањивала потребу за ручним мешењем теста и повећало обим производње теста за хлеб.

Наведене промене су имале изразит ефекат на економски раст у економијама појединих земаља, као што су Сједињене Америчке Државе, које су због недостатка становништва све више почеле да примају европске имигранте. То је је резултовао чињеницом да је велики део европске традиције у прављењу хлеба на крају пренет у скоро све делове Северне Америке. Тада су настаали велики пекарски центри у Сједињеним Америчким Државама (попут оног у Сан Франциску (Калифорнија)) и Канади.
У Енглеској је Доњи дом Уједињеног Краљевства, донео је прописе којима је у периоду од 1815. до 1846. године регулисао квалитет производа од житарица и увео одређене порезе  (такозвани закон о житарицам - закони о житу. Ова државна праксе касније је схваћена као јасан пример државног меркантилизма. Током више деценија примене овај закон је коначно укинут, чије укидање је учинило искорак ка слободној трговини.  
У Сједињеним Америчким Државама током грађанског рата Абрахам Линколн увео је фразу: "Хлеб значи победу", јер је популације на северу Сједињених Америчких Држава имала довољно хлеба, док Конфедерација нија могла да једе памук уместо хлеба. Коначно, грађански рат је створио јединствену нацију. Након овог рата инжењер Сајрус Макормик (син проналазача Robert-а Hall-а McCormick-а) побољшао је функције комбајн и након тога омогућио да жетва житарица постане високо ефикасна, што је омогућавало повећање производње житарица и хлеба. Да би схватили колико је то откриће било важно треба рећи да су се до пре једног века житарице брале ручно српом и косом, што је резуловало шетвом која је била шест пута мање од рада са овим машинама. 
И док су Америци радили на унапређењу пољопривредне механизације у Европи је растао тренд побољшавање квалитета обрадивог тла коришћењем знања из хемије. У овим истраживањима истакао се немачки хемичар Јустус вон Лиебиг који се бавио проучавањем земљишта, па се тако у Европи почело са бољом припремом земљишта за сетву и употребом новотркривених ђубрива у производњи житарица.
Злоупотребе у пекарству и промоција здраве и брзе хране
Све већа употреба нових састојака и адитива у прављењу хлеба почела је да се доводи у питање, створене поверење међу америчким потрошачима. Ова растућа забринутост приморала је велечасног Силвестера Грахам, да 1822. године, у граду Баунд Брук (Њу Џерзи) почне да са израдом грахам хлеба, као саставног дела његове здраве исхране на бази здраве хране. Под утицајем Грахамове идеје, амерички лекар John Harvey Kellogg измислио је, заједно са својим братом Will Keith Kellogg, кукурузне пахуљице (corn flakes) које је препоручио да се користе за доручак. Двојица браће основала су  1906. године сопствену компанију за производњу житарица.
И док су се у Америци борили са злоупотребама у прављењу хлеба и пропагирањем његових замена другим здравијим намирницама у Европи, уроњеној у викторијанска времена, хлеб од белог пшеничног брашна сматран је знаком квалитета. Енглеска новинарка, уредница и писац бројних издања о храни у то време, госпођа Изабела Битон, то потврђује у неколико својих књига.
У 1876. године браћа Charles y Max Fleischmann - Аустроугарски имиграната у Сједињене Америчке Државе - искористили су прилику да на Светској изложби у Филаделфији представе јавности по први пут квасац коме није потребно загревање јер се брзо активира у присуству воде: патент се звао Активни суви квасац и у менту презентације интензивно се у Европи користи у индустријском и кућном печењу хлеба.
Крајем 19. века настала је и серија изума који су хлеб повезивали са гастрономском културом у настајању: такозвана брза храна . Ови изуми америчке гастрономије биће касније интернационализован у разним варијантама, широм света. Па тако у 1885. годин почиње употреба чувеног хамбургера, лоптице од меса која је сервиран између две кришке хлеба. Многи ресторани од тог доба све више су се у САД такмичили у унапређењу хамбургера.  
Током 1870. године, близу острва Кони, немачки имигрант по имену Charles Feltman почео је да ставља франкфуртске кобасице у посебан хлеб (варијанта бриоша ), што је резултовало првим хреновкама (хот догом) сервираним са хлебом.  
Хлеб је с почетка 20. века све више почео да се производи у складу са захтевима индустријског и урбаног друштво: и био прилађен припреми брзе хране, која се карактерисала одсуство послуживања за столом, као што су хреновке хамбургери, сендвичи, што је смањило трошкове припреме и куповине намирница и увећало стицање економске користи.
Почев од 1850. Русија је постала један од главних добављача зрна пшенице у Европи, док је Америка била светски лидер и један од највећих произвођача пшенице (што је и данас). Пшеница је све више пристизала у пекаре и то је учинило да пекаре у 19. и 20. века продају велику количину белог хлеба на штету јечменог или овсеног хлеба.
Током Првог светског рата Енглези су блокирали увоз пшенице из Немачке и тако је ускоро дошло до неке врсте хлебне кризе. Немачке победе 1915. године олакшале су ову ситуацију неко време. Вилсонова политика донела је неке савезе који су индиректно приморали Немце на коначни пораз због недостатка пшенице за прехрану војника на фронтовима. Након завршетка Првог светског рата, следила су нова револуционарна открића у смислу млевења жита, па је тако више витамина остајало у брашно у односу на претходне процесе мешења хлеба.

## Модерно доба
Научни напредак спроведен током 19. века довео је до појаве нових облика хлеба, попут бечког, који користи пару у првим фазама припреме у рерни, постижући тако све тврђу и тврђу кору, и тако је настаје један од најраспрострањенијих облика хлеба на свету: багет. Мада неки аутори тврде да је ова врста хлеба изумљена тек у 20. веку.
Побољшања која је увео Американац Ото Фредерик Рохведдер  1912. у пекарству био је развој уређаја који сече хлеб на кришке, који је на почетку код пекара наишао не велики отпор. Тек 1928. године, када је Рохведдер изумио машину која истовремено реже и пакује хлеб, елиминишући тако мануелни рад пекара према овом систему се развила симпатија. Пекара у граду Цхиллицотхе, Миссоури, била је прва која је користила ову врсту машина за производњу резаног хлеба. С краја 19 века, тачније од 1893. године започела је и ппримена тостер са електричним отпором који је компанија Цромптон & Цомпани продавала у Великој Британији .  
Током година Велике депресије, први пут у историји се покушало са обогаћивањем хлебова додавањем витамина, антиоксиданаса и минерали, са намером да побољшају хранљиве састојке који су већ присутни у самом тесту за хлеб, јер је ово била једна од најзаступљенијих намирница међу градским становништвом. Како је та акриза изгледа најбоље је приказтао режисер Луис Буњуел у свом документарном филму Лас Хурдес, тиерра син пан, у коме је приказао несигурно стање у шпанске економије у то време.

#### Хлеб у Великом и Другом светском рату
О исходу Првог светског рата одлучивао је добрим делом и хлеб. Он је поред егзистенцијалне, има и моралну вредност – кроз њега се увиђао однос зараћених страна према непријатељском, домаћем, фронту, солидарност, разлике у следовањима у односу на статус, а посебно, третирање заробљеника.
Највеће дневно следовање хлеба у Првом светском рату имали руски војници – 1.200 грама хлеба, а најмање амерички – 375 грама.
На почетку Великог рата немачка војска се снабдевала квалитетним хлебом који је садржао 90% оштрог пшеничног брашна. На то је утицала чињеница да су Немци 1914. године имала изванредно богату жетву пшенице. Такође прве године рата, Немци су обогатили своје ионако богате залихе пшенице, заузимањем велике источне плодне територије и и жито са освојених њива. Како је рат одмицао, залихе су се смањивала по се се прешло на нови рецепт, са 30% ражаног брашна. Свака векна произведена за немачке трупе је имала је утиснут знак са словом К. Крај рата, и пораз, Немци су дочекали са чувеним K.K. brot, хлебом (са два утиснута слова К) за чије се прављење све више користио кромпир, што је хлебу давало непријатног мирис и укус.
Oпшта мобилизацијa, условила је пад производње житарица, па су зараћене стране за ту намену ангажовали заробљенике. Како су сејали и жњали, и тиме индиректно утицали да род подбаци. Прве ратне године Британци су имали слабу жетву, немачка жетва је била лоша 1916, у Белгији су забранили производњу пецива.
Француским војницима, навиклима на квалитетан хлеб, током Великог рата није следовање хлеба увек било онако на какво су навикли, до те мере да је усред рата уведен посебан надзор над производњом хлеба за трупе.
Америчка војска, из економских разлога, у Француској је кратко време производила правоугаоне векне од 10 килограма, Међутим због негодовања војника да се распадају, нису најукусније, и проблема са транспортом, обустављена производња.
Таин хлеб који је спасо српску војску
Таин, врста војног хлеба начињеног од специфичне мешавине раженог и белог брашна, која је могла је да траје дуго и даје снагу и гипкост, спашавао је српску војску у борби и повлачењу преко Албаније. Реч таин је турског порекла и значи следовање, а сваком српском војнику следовало је једна векна од 800 грама хлеба дневно. Чињеница да је обавезни део униформе српског војника била торбица за хлеб, сведочи о томе да је таин заиста био светиња за војника, коју је он мора све време рата да конзумира како би преживео све недаће и оскудице у исхрани. Његови састојци су били: 70% раженог брашна, 30% белог брашна, со и вода. Ова смеса мешана је не са квасцем већ старим и очврслим, сувим – већ квасним тестом—комин. Након што би добро замешено тесто одстојало више сати да наресте, све док се на његовој површини не појаве мехурићи (око 12 часова), таин се пече на температури од 250 0С, све док му корица не добије тамнију боју. При томе таин је поред протеина, садржао и 26% тиамина (витамин B1), 24% ниацина (витамин B3), 14% рибофлавина (витамин B2), 34% гвожђа и 17% калцијума – по чему је он свакако представљао изузетну прехрамбену супстанцу, за ратне услове.
Почетком Другог светског рата, немачки министар пољопривреде покренуо је пропаганду о врлинама раженог хлеба. Немци су убрзо размишљали о употреби кромпировог брашна. Током Другог светског рата у Енглеској није било оброка хране, у који хлеб није био укључен.
Међутим, исхрана је измењена након завршетка рата, почев од 1946 године. У послератном Јапану, Министарство здравља препоручило је јапанском становништву да конзумира више хлеба направљеног од пшеничног брашна, што је навело неке предузетнике у храни да стекну богатство дистрибуцијом белог хлеба у Јапану.
По завршетку рата, европске економије су се потрудиле да побољшају производњу житарица. Захваљујући истраживањима спроведеним почетком 20. века, утврђено је да повећање удела азота у ђубривима може удвостручити производњу. На усевима су примењени хербициди и фунгициди како би се смањио утицај околине и избегле лоше жетве.
У 1957, неколико европских земаља потписали су споразум под називом Римских уговора, који је део нове Европске економске заједнице која ће створити заједничко тржиште за житарица, међу осталим производима. У Совјетском Савезу, током 1963. године, неуспех у производном систему значио је мање житарица и због ове несташице хлеб је надуван ваздухом под притиском. Ову рационализацију брашна наметнуо је Никита Хрушчов, тако да су векне хлеба становништву изгледале веће; Овај хлеб је касније назван хрушчовљевим тестом (на руском: хрусевское тесто). Данас се хлеб ове врсте у боји продаје као сувенир тога времена.
Током 1960.тих броја истраживања у пекарству омогућавалу су врло брзо производњу индустријског хлеба услед брзе ферментације (око 20 минута). Овај и други изуми чине да бели хлеб (повезан са богатим друштвеним класама) постане јефтина храна, приступачна свим друштвеним класама. Тих година сонивају се и велик међународне корпорације за хлеб, које дистрибуирају резане врсте хлеба највећем делу становништва, први пут одвајајући хлеб од објекта (пекаре) и успевајући да га продају на велико у супермаркетима .
Деведесетих година 20. века дошло је до либерализације европског тржишта житарица и успостављањем заједничке пољопривредне политике Европске уније .
На пољу биологије и генетског инжењеринг са почетко 21. века почиње да се спроводе први тестове за побољшање врста пшенице, како би наућници учинили отпорнијим на лоше временске услове и одређене штеточине.

## Хлеб данас
Потрошња хлеба опада од средине 19. века у земљама у развоју. На пример, дневна потрошња хлеба по особи смањила се за 70% од 1880. до 1977.  године Узроци овог смањења су различити;
- забринутост претераним уносом калорија резултовала је бројним дијетама без уноса хлеба
- масовнија појава аутоимуних болести као што као целијакије (интолеранција на глутен)
- лош квалитет савременог хлеба, делом због употребе адитива, а делом због индустријске производње хране, што

Упркос овом паду, може се рећи да је пекарска индустрија на другом месту по важности у прехрамбеној индустрији .
Од почетка 21. века, 70% хлеба који се конзумира у свету је хлеб умешен од пшеничног брашна, уз непрестно смањење примене других житарица. 
Међутим, од 1990-тих у Европи су се јавиле бројне занатске пекаре које све више привлаче купце заљубљене у „класични укус“ хлеба.  Хлеб од целог зрна се постепено уводи због благодати влакана . Један од промотера ове идеје о „новом хлебу“ је француски пекар Лионел Поилане, који је успео да створи ланац пекара у класичном стилу: занатски хлеб.
Почетком 21. века повратак хлебу направљеном од мало рафиниранијег брашна и није реткост па се у пекарама данас отвара одељак са овом врстом хлеба, који се све више продаје.  Неки од хлебова који су настали из ове тренутне моде су нпр. занатски хлеб, ражени хлеб, манстирски хлеб, таин итд. Многи хлебови који су припремани у средњем веку данас су у разним варијантама постали део божићне гастрономије и у њима ужива све већи број људи.
Побољшање производње хлеба и могућност уградње мале рерне у одређене установе утицао је на то да се хлеб прави у баровима и ресторанима, на принципима производње хлеба из традиционалних пекара. Овом процесу је додата и могућност употребе претходно смрзнутих и припремљених теста за хлеб, што чини производњу „свеже печеног“ хлеба оперативнијом.
Економска криза (2007—2008) изазвала је пораст цена житарица што је за последицу имало пораст цена хлеба у неким земљама, изазивајући економску дестабилизацију тржишта брашна и хлеба.